# Acacia lanuginophylla
Acacia lanuginophylla é uma espécie de leguminosa do gênero Acacia, pertencente à família Fabaceae.